# Willem van Twillert

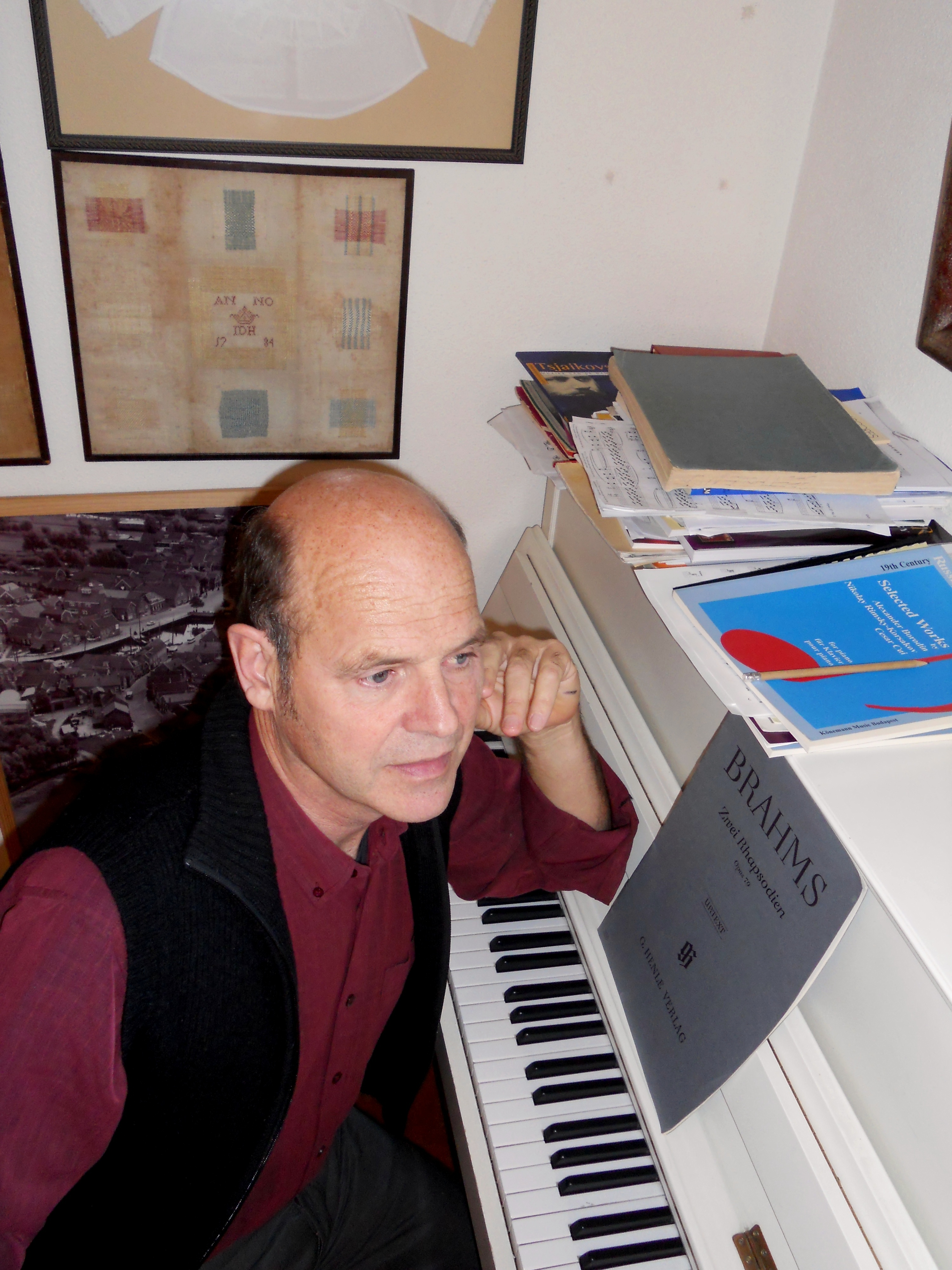
Willem van Twillert

Willem van Twillert (* 1952) ist ein niederländischer Organist und Komponist.
Van Twillert studierte Orgel, Improvisation, Dirigieren und Komposition am Sweelinck-Konservatorium in Amsterdam. 1976 absolvierte er das Diplom für Kirchenmusik und 1978 das Konzertexamen für Improvisation (mit Auszeichnung). 2005 war er zweiter Preisträger und Gewinner der Publikumspreis des Internationalen Hinsz Kompositionswettbewerb zu Kampen. 2008 gewann er den Prix Gaston Litaize in Comminges. Als Kirchenorganist wirkt er in Amersfoort.

## Werke (Auswahl)
- Plechtige Psalmfinale (Psalm16), (Boeijenga).
- Kerstmuziek voor orgel Joachim Frisius en Willem van Twillert. (Boeijenga)
- Toccata à la Chaconne
- Toccata im romantischen Stil über „Tochter Zion“. (Butz-Verlag)

## CD
- Eigen koraalbewerkingen Volume I op het Hinsz-orgel te Kampen
- Eigen koraalbewerkingen Volume II op het Hinsz-orgel te Kampen
- Willem van Twillert speelt eigen bewerkingen (Volume III) op het van Oeckelen-orgel in de Hervormde kerk te Oud-Beijerland
- Eigen koraalbewerkingen Volume IV op het Metzler-orgel te Krefeld-Hüls (Duitsland)
- Werken uit Rococo en romantiek / Smits-orgel Oirschot
- Musicke for the Organ, Renaissance Baroque, Koororgel Bovenkerk Kampen
- Musicq voor het Orgel, König-orgel Nijmegen
- Musicq voor het Orgel, Hinsz-orgel Leens
- Musicq rond het Meere-orgel
- IMPROVISATA, Adema-Philbert-orgel Amsterdam (Aart de Kort, Willem van Twillert, Sietze de Vries)
- Nun danket alle Gott, Karl Schuke- orgel Berlijn, Choralbearbeitungen von Joachim Frisisus (Joachim Frisius en Willem van Twillert)
- Oorspronkelijke muziek voor Orgel (Willem van Twillert), Hobo (Hans Meijer), Trompet (Herman Hopman) en Klarinet (Henk de Graaf) op het Duyschot/Flentrop-orgel te Zaandam, Hinsz-orgel te Kampen en het Scheuer-orgel te Zwolle